# Jaqueline Schellin
Jaqueline Schellin (ur. 6 marca 1990 roku) – niemiecka zapaśniczka walcząca w stylu wolnym.
Zdobyła brązowy medal na mistrzostwach świata w 2012, a także na mistrzostwach Europy w 2012 i 2013. Piąta na igrzyskach europejskich w 2015. Brązowa medalistka mistrzostw świata wojskowych w latach 2010 - 2016. Trzecia na MŚ juniorów w 2010. Mistrzyni Europy juniorów w 2010, a trzecia w 2009 roku.
Mistrzyni Niemiec w 2008, 2010, 2013 i 2015, druga w 2012 i 2014, a trzecia w 2009 i 2017 roku.